# Asinum
Asinum va ser rei d'Assíria cap a l'any 1730 aC. No se sap quan va regnar però degué ser un regnat relativament curt. El seu nom no consta a la Llista dels reis d'Assíria, però sí en altres documents.
A la mort de Mut-Aixkur l'hauria succeït el seu fill Rimuix, que devia ser jove, sinó menor. La seva mort o eliminació al cap de pocs mesos posava fi a la branca amorita perquè segurament no devia tenir fills o en tot cas eren infants. La corona corresponia a un germà o germanastre de Mut-Aixur, però la monarquia era dèbil i els alts funcionaris havien reforçat el seu poder. Una inscripció reial de Puzur-Sin, que no porta el títol de rei sinó de virrei d'Assur, declara haver expulsat del tron a Asinum, net de Xamxi-Adad I, els dos d'extracció estrangera. Cal veure en això la reacció de la noblesa local que havia servit a l'antiga dinastia de Sulili, contra els nou vinguts, els amorrites. Un d'ells, Puzur-Sin, assoleix el poder, però no s'hauria arribat a proclamar rei, esclatant una lluita pel poder entre diversos pretendents, lluita que durara uns anys.